# Don Edwards (politicus)

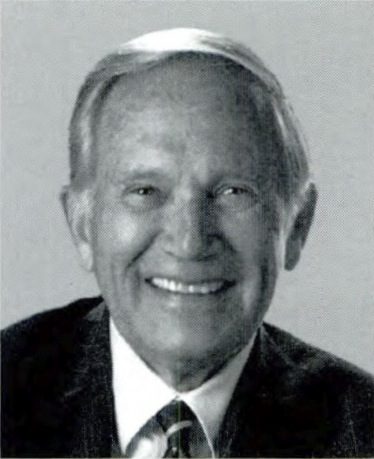
Don Edwards (1993)

Don Edwards (San Jose, 6 januari 1915 – Carmel-by-the-Sea, 1 oktober 2015) was een Amerikaans politicus voor de Democraten.

## Biografie
Edwards werd in 1963 voor het eerst verkozen in het Huis van Afgevaardigden. Hij zetelde hier tot 1995. 
Het natuurreservaat Don Edwards San Francisco Bay National Wildlife Refuge is naar hem genoemd.
Don Edwards overleed in oktober 2015 op 100-jarige leeftijd.
- International Standard Name Identifier: 0000 0000 2492 0056
- Library of Congress Control Number: n84123370
- SNAC: w6mk6qkv
- Biographical Directory of the United States Congress: E000064
- Virtual International Authority File: 43243171
- WorldCat: E39PBJhdcvh4DdDMxhfpRH86Kd